# Cuernavaca
Cuernavaca (Nahuatl: Cuauhnanahuac) is de hoofdstad van de Mexicaanse deelstaat Morelos. Het is bekend als de "stad van de eeuwige lente" omdat het het hele jaar gemiddeld rond de 27 °C is. Het is al eeuwenlang een vakantiebestemming geweest voor de inwoners van het Dal van Mexico: voor de Azteekse vorsten, voor de Spaanse kolonisatoren en voor de hedendaagse inwoners van Mexico-Stad. Hierdoor zijn er veel historische gebouwen te vinden in Cuernavaca.
In 1961 startte hier de cultuurcriticus Ivan Illich het CIDOC (het interculturele Centro Intercultural de Documentación). 
De roman/film Under the Volcano van Malcolm Lowry speelt zich helemaal af in Quauhnahuac. 

## Klimaat
Cuernavaca heeft een savanneklimaat (Köppen Aw) met matig warme temperaturen door de hoge ligging van de stad. In januari, de koudste maand, bedraagt de gemiddelde temperatuur 18,7°C en de gemiddelde temperatuur overdag 25,2°C. De meeste neerslag valt in de zomer (juni tot en met september).

## Stedenbanden
- Denver (Verenigde Staten), sinds 1983

## Geboren
- Marco Antonio Adame (1960), Mexicaans politicus
- Santiago Palacios (1994), Mexicaans voetballer

## Overleden
- Eduard Fimmen (1881-1942), Nederlandse vakbondsleider.
- Isidro Fabela (1882-1964), Mexicaans politicus, schrijver, jurist en diplomaat
- David Alfaro Siqueiros (1896-1974), Mexicaans beeldend kunstenaar
- Charles Mingus (1922-1979), Amerikaanse jazzmuzikant en componist
- Tamara de Lempicka (1898-1980), Poolse art-deco-schilderes
- Gil Evans (1912-1988), Canadees jazzmusicus, arrangeur en componist
- Manuel Puig (1932-1990), Argentijns schrijver
- Arturo Beltrán-Leyva (1961-2009), Mexicaans drugsbaron
- Chavela Vargas (1919-2012), Costa Ricaans-Mexicaanse zangeres
- Kitty Kallen (1922-2016), Amerikaans zangeres
- Rius (1934-2017), Mexicaans illustrator en schrijver
- Luis Echeverria (1922-2022), Mexicaans politicus

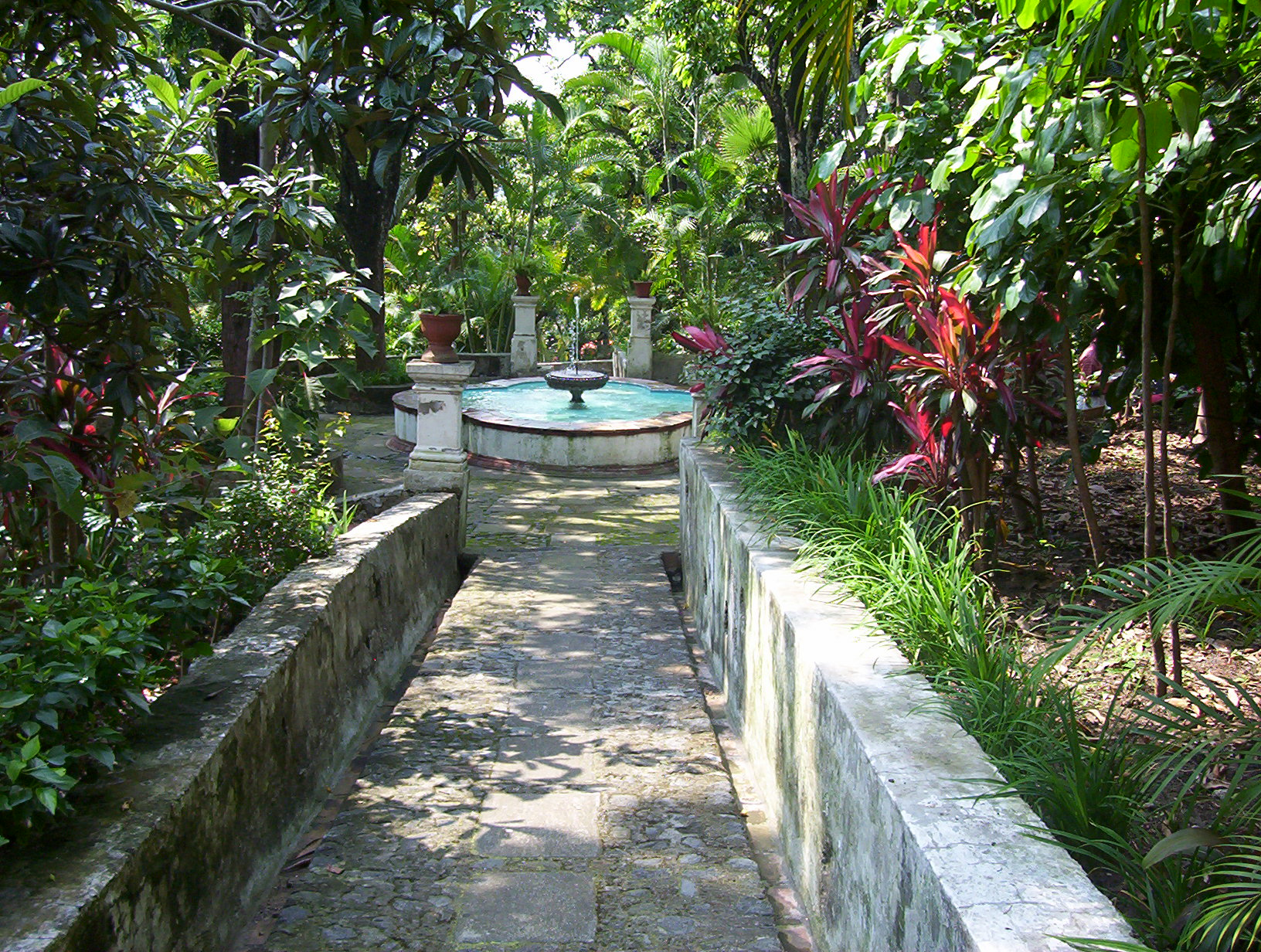
Het Borda Park
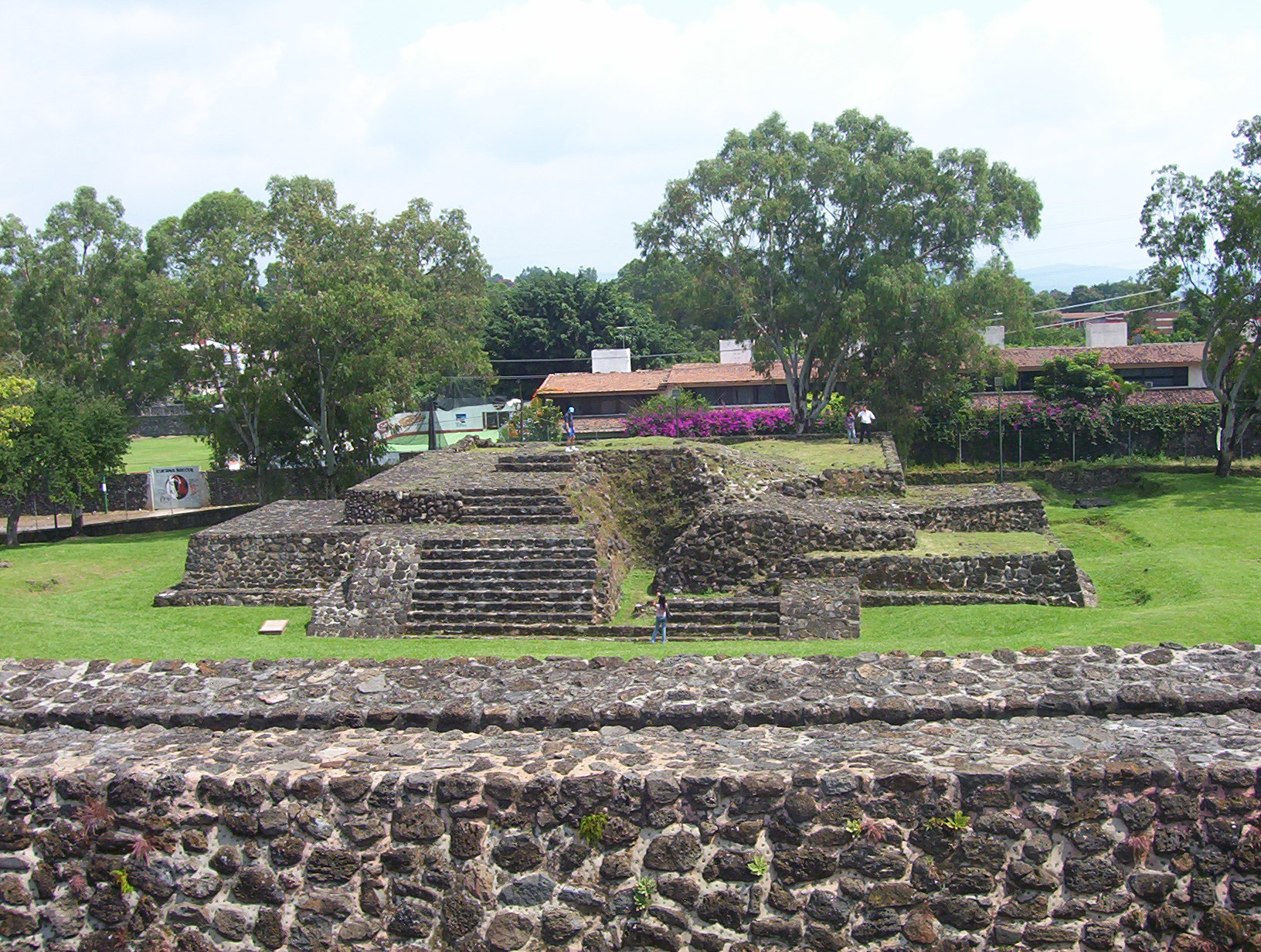
Archeologische zone van Teopanzolco
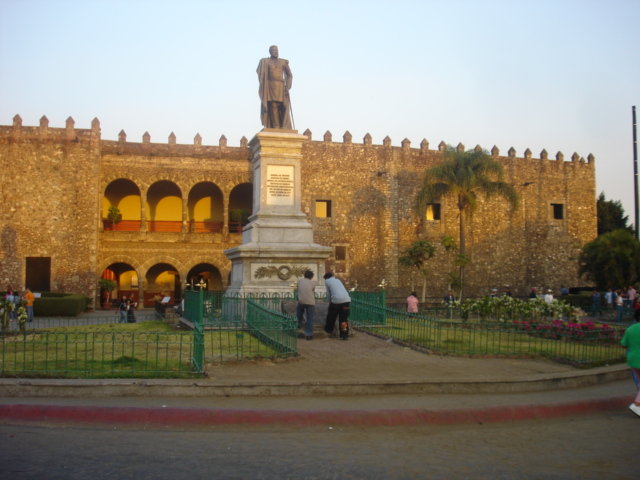
Het paleis van Cortés